# Asociación Deportiva Ciudad de Guadalajara/Statistiken
Dies ist ein Unterartikel zu Asociación Deportiva Ciudad de Guadalajara und enthält Statistiken und Kader zu diesem spanischen Handballverein.

Vereinsemblem A. D. Ciudad de Guadalajara

## Spielzeiten

### 2025/2026
Die Saison 2025/2026 der 1. Liga beginnt im Sommer 2025.
Team:
- Tor: Nicolas García González,[2] David Vladić
- Außen: Martín Ganuza Jorge,[3] Enrique Calvo Pajares,[4] Fábio Chiuffa,[5] Santiago Simón Saz[6]
- Rückraum: Dániel Fekete, Haitz Gorostidi Otegi,[7] Juan Jodar Salmerón,[8] Joan Blanco Cañet, Manuel Catalina Falcón,[9]
- Kreis: José Alberto López Boyarizo,[10] Diego Vera Chaves, Marcos Dorado Alvaréz,[11] Álvaro García Leon[12]
- Trainer: …
- Zugänge: Martín Ganuza Jorge (BM Anaitasuna),[13] Dániel Fekete (Riihimaen Cocks),[14] Joan Blanco Cañet (FC Barcelona B),[15] José Alberto López Boyarizo (BM Alcobendas),[16] Diego Vera Chaves (Eón Alicante),[17] David Vladić (RK Poreč),[18]
- Abgänge: Francisco Andres Lombardi (BM Logroño La Rioja), Alberto Serradilla Cuenca (BM Puerto Sagunto), Miguel Llorens Mira (BM Proin Triana), Gerard Forns Galve (BM Burgos), José Palacios Chaca (?), Nemanja Jović (?), Jakub Śladkowski (BM Villa de Aranda), Piotr Mielczarski (Bidasoa Irun), Vicente Poveda Paredes (BM Villa de Aranda)

### 2024/2025
Die Saison 2024/2025 in der 1. Liga beendete die Mannschaft, die unter dem Sponsorennamen Impulse BM. Guadalajara antrat, nach der regulären Spielzeit auf dem 14. Platz mit 19 Punkten aus acht Siegen und drei Unentschieden bei 19 Niederlagen. Das Torverhältnis betrug 847:951. Die Mannschaft trat in der Relegation gegen den Zweitligisten UBU San Pablo Burgos an und schaffte den Klassenerhalt.
In der Copa del Rey schied die Mannschaft gegen den Zweitligisten Eón Alicante in der zweiten Runde aus.
Team:
- Tor: Nicolas García González (30 Spiele, 144 Paraden),[2] Jorge Blanco Olalla (9 Spiele, 8 Paraden),[19] Tobias Lantz-Pedersen (14 Spiele, 81 Paraden, ein Tor)[20] Gerard Forns Galve (30 Spiele, 176 Paraden, ein Tor)[21]
- Außen: Santiago Simón Saz (27 Spiele, 63 Tore),[6] Francisco Andres Lombardi (30 Spiele, 82 Tore),[22] Jose Luís Román (26 Spiele, 37 Tore),[23] Enrique Calvo Pajares (ohne),[4] Fábio Chiuffa (8 Spiele, 5 Tore),[5] Óscar Moreno (25 Spiele, 18 Tore)[24]
- Rückraum: Juan Jodar Salmerón (30 Spiele, 23 Tore),[8] Alberto Serradilla Cuenca (25 Spiele, 82 Tore),[25] Jesús Arribas Sánchez (9 Spiele, 3 Tore),[26] Manuel Catalina Falcón (30 Spiele, 93 Tore),[9] Piotr Mielczarski (29 Spiele, 81 Tore),[27] Vicente Poveda Paredes (29 Spiele, 87 Tore),[28] Haitz Gorostidi Otegi (30 Spiele, 116 Tore),[7] José Palacios Chaca (10 Spiele, 5 Tore),[29] Nemanja Jović (10 Spiele, 17 Tore)[30]
- Kreis: Álvaro García Leon (16 Spiele, 6 Tore),[12] Marcos Dorado Alvaréz (18 Spiele, 30 Tore),[11] Miguel Llorens Mira (24 Spiele, 2 Tore),[31] Jakub Śladkowski (30 Spiele, 96 Tore),[32]
- Trainer: Juan Carlos Requena
- Zugänge: Vicente Poveda Paredes (Puerto Sagunt, Jakub Śladkowski (CD Bidasoa, Leihe), Piotr Mielczarski (Bidasoa Irun, Leihe), José Palacios Chaca (Club Balonmano Caserío Ciudad Real), Tobias Lantz-Pedersen (TMS Ringsted), Gerard Forns Galve (Helvetia Anaitasuna), ab Dezember 2024), Nemanja Jović (RK Partizan Belgrad, ab März 2025)
- Abgänge: Rolandas Bernatonis, Jorge Romanillos (Club Balonmano Caserío Ciudad Real), Daniel Santamaría (Helvetia Anaitasuna), Denys Barros (Ángel Ximénez Puente Genil), Tobias Lantz-Pedersen (Dezember 2024, ?)

### 2023/2024
In der  Saison 2023/2024 der 2. Liga kam der Verein auf den 1. Platz mit 43 Punkten aus 20 Siegen und drei Unentschieden bei sieben Niederlagen und einem Torverhältnis von 871:827. Dem Team gelang als Meister der 2. Liga der direkte Aufstieg in die 1. Liga.
In der Copa del Rey schied die Mannschaft gegen den Zweitligisten Agustinos Alicante in der zweiten Runde aus.
Team:
- Tor: Nicolás García, Daniel Santamaría, Jesús Ángel Lucía
- Außen: Pancho Lombardi, Jose Luís Román, Enrique Calvo Pajares (27 Spiele, 27 Tore),[33] Santi Simón, Fábio Chiuffa
- Rückraum: Rolandas Bernatonis, Haitz Gorostidi, Manuel Catalina, Denys Barros, Jesús Arribas, Alberto Serradilla, Juan Antonio Jodar, Carlos Maya
- Kreis: Jorge Romanillos, Miguel Llorens, Marcos Dorado, Álvaro García
- Trainer: Juan Carlos Requena
- Zugänge: ?
- Abgänge: ?

### 2022/2023

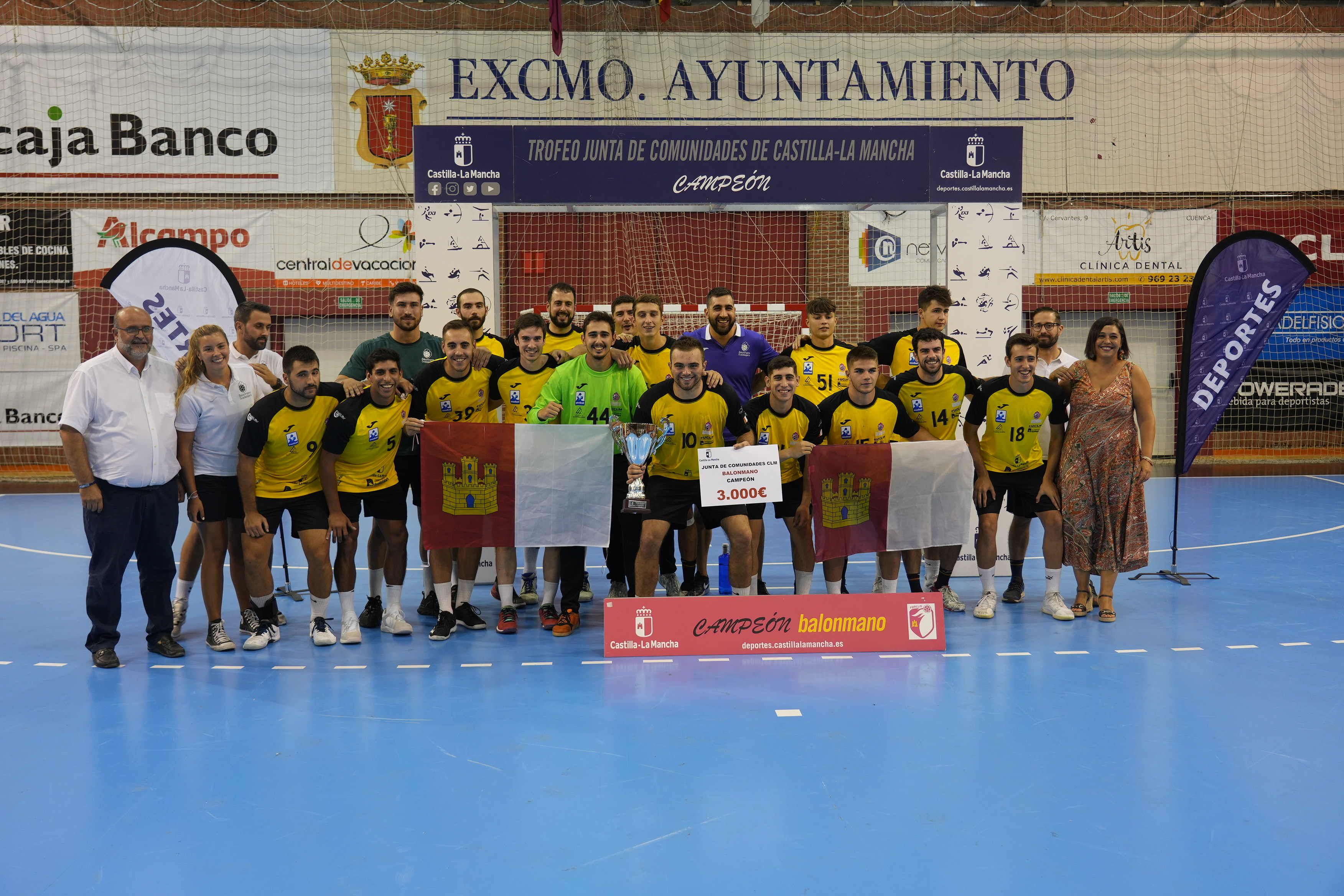
Beim Trofeo Junta de Comunidades, 2022

Die Spielzeit 2022/2023 in der 1. Liga beendete die unter den Namen CÍVITAS BM Guadalajara angetretene Mannschaft auf dem 15. Platz mit 18 Punkzten aus acht Siegen und zwei Unentschieden bei 20 Niederlagen und einem Torverhältnis von 834:958. Der 15. Platz bedeutete den direkten Abstieg in die 2. Liga.
In der Copa del Rey schied die Mannschaft im Viertelfinale gegen ABANCA Ademar León aus.
Team:
- Außen: Santiago Simón Saz (14 Spiele, 14 Tore),[6] Francisco Andres Lombardi (30 Spiele, 109 Tore),[22] Jose Luís Román (30 Spiele, 43 Tore),[23] Enrique Calvo Pajares (3 Spiele, ein Tor),[4] Fábio Chiuffa (27 Spiele, 85 Tore),[5] …
- Rückraum: Alberto Serradilla Cuenca (30 Spiele, 37 Tore),[25] Jesús Arribas Sánchez (3 Spiele, 2 Tore),[26] Manuel Catalina Falcón (30 Spiele, 67 Tore),[9] Haitz Gorostidi Otegi (30 Spiele, 51 Tore),[7] …
- Kreis: Álvaro García Leon (9 Spiele, kein Tor),[12] Marcos Dorado Alvaréz (28 Spiele, 33 Tore),[11] Miguel Llorens Mira (30 Spiele, 10 Tore),[31] …

### 2021/2022
In der Saison 2021/2022 der 2. Liga kam der Verein auf den 2. Platz in  der Gruppe A mit 27 Punkten aus zwölf Siegen und drei Unentschieden bei drei Niederlagen und einem Torverhältnis von 534:467. In der Aufstiegsrunde belegte die Mannschaft den 1. Platz und stieg damit in die 1. Liga auf.
In der Copa del Rey schied die Mannschaft in der ersten Runde gegen Balonmano Soria aus.

### 2020/2021
In der Saison 2020/2021 der 1. Liga belegte das Team den 15. Platz mit 22 Punkten aus neuen Siegen und vier Unentschieden bei 21 Niederlagen und einem Torverhältnis von 907:978. Der 15. Platz bedeutete den direkten Abstieg in die 2. Liga.
Team:
- Außen: Santiago Simón Saz (19 Spiele, 21 Tore),[6] Jose Luís Román (33 Spiele, 56 Tore),[23] …

### 2019/2020
In der Spielzeit 2019/2020 der 1. Liga kam der Verein unter dem Namen Quabit Guadalajara auf den 7. Platz mit 16 Punkten aus fünf Siegen und sechs Unentschieden bei acht Niederlagen und einem Torverhältnis von 482:505. Die Saison wurde wegen der COVID-19-Pandemie abgebrochen.
Das Team war in der dritten Runde der Copa del Rey gegen Liberbank Cantabria Sinfín ausgeschieden.
Team:
- Außen: Jose Luís Román (2 Spiele, kein Tor),[23] …
- Kreis: Marcos Dorado Alvaréz (28 Spiele, 33 Tore),[11] …

### 2018/2019
Die Saison 2018/2019 der 1. Liga beendete die unter dem Namen Quabit Guadalajara angetretene Mannschaft auf dem 12. Platz mit 23 Punkten aus zehn Siegen und drei Unentschieden bei 17 Niederlagen und einem Torverhältnis von 821:851.
In der Copa del Rey schied die Mannschaft in der vierten Runde gegen Balonmano Huesca aus.
Team:
- Außen: Santiago Simón Saz (6 Spiele, kein Tor),[6] …